# 趙宝英
趙 宝英（ちょう ほうえい、生年不詳 - 大暦13年（宝亀9年）11月8日（778年12月1日））は、中国唐代の宦官。

## 略歴
『続日本紀』によると、「内使掖庭令」と記されており、「掖庭令」とは「内侍省」管轄の長官で、宮人の名籍および掖庭宮（後宮）の女工のことを管掌した役職である。そのため、宦官が任じられていると『新唐書』「宦官列伝」上には記されている。
唐の大暦13年（日本の宝亀9年、778年）1月13日に、唐の皇帝代宗の命で長安に到着したばかりの遣唐使小野石根らを馬で出迎え、皇城の外宅に落ち着かせている。さらに4月、皇帝の勅命により、『答の信物』を持って、日本に派遣されることが決定する。遣唐使たちは、「本国への行程は遥か遠く、波風の予測がつかず、万が一船が転覆したら、君命にそむくことになる」として、これをやんわりと断ろうとしたが、皇帝は、「朕は、少しばかりの信物をもっている。今、趙宝英らをつかわして護送させるのだ。それが道義であり、心遣いには及ばない」と答えている。
4月22日、趙宝英と判官4人は国土の宝貨を携え、遣唐使に随行して来朝することになった。しかし、11月に出航した、遣唐第1船は8日の初更（午後8時頃）、嵐に遭遇し、副使の小野石根ら38人とともに、趙宝英ら唐使の25名らも巻き込み、溺死させてしまった。第1船は舳と艫が2つに別れ、生存者はそれぞれにつかまり、薩摩国甑島郡と肥後国天草郡に流れ着いたという。
朝廷は宝亀9年12月17日（779年1月10日）、趙宝英に絁80疋、綿200屯を贈呈した。彼の果たす筈だった日本への返礼使の代表は、同時に派遣された判官の孫興進が代行することになった。